# Еліптичні функції Якобі
Еліптичні функції Якобі — набір основних еліптичних функцій комплексної змінної, і допоміжних тета-функцій, які мають велике історичне значення і пряме відношення до деяких прикладних задач (наприклад, рівняння маятника). Вони також мають корисні аналогії з тригонометричними функціями, як показує відповідне позначення {\displaystyle \operatorname {\mathrm {sn} } } для {\displaystyle \sin }. Вони не дають найпростіший спосіб розвинути загальну теорію еліптичних функцій, тому в у вступних книгах вони менш популярні, ніж еліптичні функції Вейєрштраса. Еліптичні функції Якобі мають в основному паралелограмі по два простих полюси і два простих нуля.

## Означення

### Як мероморфні функції

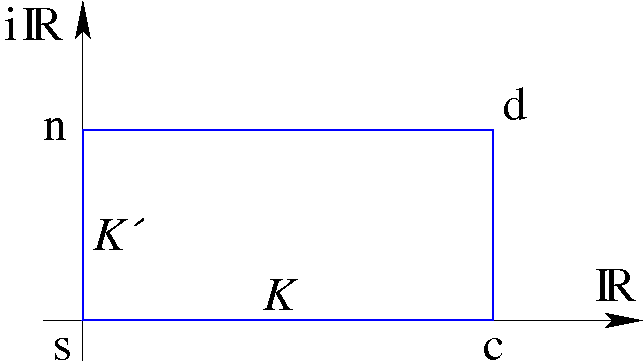
Паралелограм Якобі.

Функції Якобі є еліптичними функціями, тобто подвійно періодичними мероморфними функціями комплексної змінної. Тобто фактично їх значення визначається на торі або основному паралелограмі.
Якщо ця функція є всюди голоморфною то згідно з теоремою Ліувіля вона буде константою. З властивостей лишків та подвійної періодичності випливає також, що еліптичні функції не можуть в основному паралелограмі мати єдиного полюса порядку 1. Відповідно найпростішими несталими функціями є функції з єдиним полюсом порядку два і двома полюсами порядку 1. Першими є еліптичні функції Вейєрштраса, другими — еліптичні функції Якобі.
Загалом існує 12 принципово відмінних еліптичних функцій Якобі. Загалом вони залежать від основного паралелограма.
Нехай визначено паралелограм (який не буде основним) як на малюнку з вершинами 0, K, K + iK′, iK′, що для зручності нотації позначені як s, c, d і n, відповідно.
Дійсні числа K і K'  називаються «чвертями періодів».
12 функцій позначаються sc, sd, sn, cd, cn, cs, dn, ds, dc, ns, nc і nd.
Вони є єдиними еліптичними функціями, що задовольняють умови:
- Функція має простий нуль в куті p визначеного паралелограма і простий полюс в куті q. В інших двох кутах полюсів і нулів немає.
- Відстань від p до q є половиною періоду функції pq u;тобто функція pq u є періодичною в напрямку pq, з періодом вдвічі більшим, ніж відстань від p до q. Відстані від p до інших точок є чвертями періодів.
- Розклад функції pq u в ряд Тейлора щодо u в околі точки p має членом найменшого степеня u; членом найменшого степеня при розкладі в ряд Лорана в околі q є 1/u; в інших кутах розклад в ряд Тейлора починається з 1.

Наприклад функція dn має нуль в точці d і полюс в точці n. Вона періодична з періодами 2K і 4iK.

### Як обернені функції до еліптичних інтегралів
Наведене вище означення в термінах мероморфних функцій є досить абстрактним. Існує більш просте, але абсолютно еквівалентне означення, що задає еліптичні функції як зворотні до неповного еліптичному інтегралу першого роду. нехай
{\displaystyle u=\int \limits _{0}^{\phi }{\frac {d\theta }{\sqrt {1-m\sin ^{2}\theta }}}.}
Еліптична функція {\displaystyle sn~u} задається як
{\displaystyle \operatorname {sn} \;u=\sin \phi }
і {\displaystyle cn~u} визначається
{\displaystyle \operatorname {cn} \;u=\cos \phi }
а
{\displaystyle \operatorname {dn} \;u={\sqrt {1-m\sin ^{2}\phi }}.}
Тут кут {\displaystyle \phi } називається амплітудою. {\displaystyle \operatorname {dn} \;u=\Delta (u)} називається дельта амплітудою. Значення m є вільним параметром, який є дійсним числом в діапазоні {\displaystyle 0\leq m\leq 1}, і таким чином еліптичні функції є функціями двох аргументів: амплітуди {\displaystyle \phi } і параметра m.
Решта дев'ять еліптичних функцій легко побудувати з трьох вищенаведених. Це буде зроблено нижче.
Коли {\displaystyle \phi =\pi /2}, то u дорівнює чверті періоду K.

### Означення в термінах тета-функцій
Еквівалентно еліптичні функції Якобі можна визначити в термінах тета-функцій. Якщо ми визначимо {\displaystyle \vartheta (0;\tau )} як {\displaystyle \vartheta }, і {\displaystyle \vartheta _{01}(0;\tau ),\vartheta _{10}(0;\tau ),\vartheta _{11}(0;\tau )} відповідно як {\displaystyle \vartheta _{01},\vartheta _{10},\vartheta _{11}} (тета константи) тоді еліптичний модуль k дорівнює {\displaystyle k=\left({\vartheta _{10} \over \vartheta }\right)^{2}}. Вважаючи {\displaystyle u=\pi \vartheta ^{2}z}, отримаємо
{\displaystyle {\begin{aligned}\operatorname {sn} (u;k)&=-{\vartheta \vartheta _{11}(z;\tau ) \over \vartheta _{10}\vartheta _{01}(z;\tau )}\\[7pt]\operatorname {cn} (u;k)&={\vartheta _{01}\vartheta _{10}(z;\tau ) \over \vartheta _{10}\vartheta _{01}(z;\tau )}\\[7pt]\operatorname {dn} (u;k)&={\vartheta _{01}\vartheta (z;\tau ) \over \vartheta \vartheta _{01}(z;\tau )}\end{aligned}}}
Оскільки функції Якобі визначаються в термінах еліптичного модуля {\displaystyle k(\tau )}, необхідно знайти обернені до них і записати τ в термінах k. Почнемо з додаткового модуля {\displaystyle k'={\sqrt {1-k^{2}}}}. Як функція від τ він рівний
{\displaystyle k'(\tau )=({\vartheta _{01} \over \vartheta })^{2}.}
Введемо позначення
{\displaystyle \ell ={1 \over 2}{1{\sqrt {k'}} \over 1+{\sqrt {k'}}}={1 \over 2}{\vartheta -\vartheta _{01} \over \vartheta +\vartheta _{01}}.}
Визначимо також ном q як {\displaystyle q=\exp(\pi i\tau )} і розкладемо {\displaystyle \ell } в ряд за степенями нома q. отримаємо
{\displaystyle \ell ={q+q^{9}+q^{25}+\cdots  \over 1+2q^{4}+2q^{16}+\cdots }.}
Можна записати розклад в ряд
{\displaystyle q=\ell +2\ell ^{5}+15\ell ^{9}+150\ell ^{13}+1707\ell ^{17}+20910\ell ^{21}+268616\ell ^{25}+\cdots .}
Оскільки ми можемо розглянути окремий випадок коли уявна частина τ більша або рівна {\displaystyle {\sqrt {3}}/2}, ми можемо сказати, що значення q менше або рівне {\displaystyle \exp(-\pi {\sqrt {3}}/2)} . Для таких малих значень вищенаведений ряд збігається дуже швидко, і це дозволяє легко знайти відповідне значення для q.

## Позначення
Для еліптичних функцій можна зустріти різноманітні позначення. Еліптичні функції — функції двох змінних. Першу змінну можна дати в термінах амплітуди φ, або зазвичай, в термінах u, як нижче. Другу змінну можна було б дати в термінах параметра m, або як еліптичний модуль k, де {\displaystyle k^{2}=m}, або в термінах модулярного кута {\displaystyle o\!\varepsilon }, де {\displaystyle m=\sin ^{2}o\varepsilon }.

## Інші функції
Зміною двох букв в назві функцій зазвичай позначають обернені функції до трьох основних функцій наведених вище:
{\displaystyle {\begin{aligned}\operatorname {ns} (u)&={\frac {1}{\operatorname {sn} (u)}}\\[8pt]\operatorname {nc} (u)&={\frac {1}{\operatorname {cn} (u)}}\\[8pt]\operatorname {nd} (u)&={\frac {1}{\operatorname {dn} (u)}}\end{aligned}}}
Частки трьох головних функцій позначають першою літерою чисельника і першою літерою знаменника:
{\displaystyle {\begin{aligned}\operatorname {sc} (u)&={\frac {\operatorname {sn} (u)}{\operatorname {cn} (u)}}\\[8pt]\operatorname {sd} (u)&={\frac {\operatorname {sn} (u)}{\operatorname {dn} (u)}}\\[8pt]\operatorname {dc} (u)&={\frac {\operatorname {dn} (u)}{\operatorname {cn} (u)}}\\[8pt]\operatorname {ds} (u)&={\frac {\operatorname {dn} (u)}{\operatorname {sn} (u)}}\\[8pt]\operatorname {cs} (u)&={\frac {\operatorname {cn} (u)}{\operatorname {sn} (u)}}\\[8pt]\operatorname {cd} (u)&={\frac {\operatorname {cn} (u)}{\operatorname {dn} (u)}}\end{aligned}}}
Для кращого запам'ятовування більш коротко можна записати : {\displaystyle \operatorname {pq} (u)={\frac {\operatorname {pr} (u)}{\operatorname {qr(u)} }}} де всі букви p, q, і r є будь-якими буквами s, c, d, n (слід пам'ятати, що ss = cc = dd = nn = 1).

## Додаткові теореми
Функції задовольняють двом алгебраїчним співвідношенням
{\displaystyle \operatorname {cn} ^{2}(u,k)+\operatorname {sn} ^{2}(u,k)=1,\,}
{\displaystyle \operatorname {dn} ^{2}(u,k)+k^{2}\operatorname {sn} ^{2}(u,k)=1.\,}
З цього видно, що (cn, sn, dn) параметризують еліптичну криву, яка є перетином двох квадрик заданих вищезазначеними двома рівняннями.
На цій кривій можна визначити груповий закон для точок за допомогою додаткових формул для функцій Якобі:
{\displaystyle {\begin{aligned}\operatorname {cn} (x+y)&={\operatorname {cn} (x)\operatorname {cn} (y)-\operatorname {sn} (x)\operatorname {sn} (y)\operatorname {dn} (x)\operatorname {dn} (y) \over {1-k^{2}\operatorname {sn} ^{2}(x)\operatorname {sn} ^{2}(y)}},\\[8pt]\operatorname {sn} (x+y)&={\operatorname {sn} (x)\operatorname {cn} (y)\operatorname {dn} (y)+\operatorname {sn} (y)\operatorname {cn} (x)\operatorname {dn} (x) \over {1-k^{2}\operatorname {sn} ^{2}(x)\operatorname {sn} ^{2}(y)}},\\[8pt]\operatorname {dn} (x+y)&={\operatorname {dn} (x)\operatorname {dn} (y)-k^{2}\operatorname {sn} (x)\operatorname {sn} (y)\operatorname {cn} (x)\operatorname {cn} (y) \over {1-k^{2}\operatorname {sn} ^{2}(x)\operatorname {sn} ^{2}(y)}}.\end{aligned}}}

## Тригонометричні і гіперболічні функції, як окремий випадок еліптичних
- Якщо m = 1, то: {\displaystyle u=\int \limits _{0}^{\varphi }{\frac {d\theta }{\sqrt {1-\sin ^{2}{\theta }}}}=\operatorname {ln} \left({\frac {1}{\cos \varphi }}-\operatorname {tg} \varphi \right)};

Звідси:
{\displaystyle \sin \varphi =\operatorname {sn} \,u={\frac {e^{u}-1}{e^{u}+1}}=\operatorname {th} \,u}
Звідси:
{\displaystyle \operatorname {cn} \,u={\sqrt {1-\operatorname {sn} ^{2}\,u}}={\frac {1}{\operatorname {ch} \,u}}}
і:
{\displaystyle \operatorname {dn} \,u={\sqrt {1-\operatorname {sn} ^{2}\,u}}={\frac {1}{\operatorname {ch} \,u}}}
Таким чином, при m = 1 еліптичні функції вироджуються в гіперболічні.
- Якщо m = 0, то: {\displaystyle u=\int \limits _{0}^{\varphi }d\theta =\varphi };

Звідси:
{\displaystyle \sin \varphi =\sin \,u=\operatorname {sn} \,u},
а також:
{\displaystyle \operatorname {cn} \,u=\cos \,u},: {\displaystyle \operatorname {dn} \,u=1},
Таким чином, при m = 0 еліптичні функції вироджуються в тригонометричні.

## Співвідношення між квадратами функцій
Для квадратів цих функцій вірні наступні співвідношення:
{\displaystyle -\operatorname {dn} ^{2}(u)+m_{1}=-m\;\operatorname {cn} ^{2}(u)=m\;\operatorname {sn} ^{2}(u)-m}
{\displaystyle -m_{1}\;\operatorname {nd} ^{2}(u)+m_{1}=-mm_{1}\;\operatorname {sd} ^{2}(u)=m\;\operatorname {cd} ^{2}(u)-m}: {\displaystyle m_{1}\;\operatorname {sc} ^{2}(u)+m_{1}=m_{1}\;\operatorname {nc} ^{2}(u)=\operatorname {dc} ^{2}(u)-m}
{\displaystyle \operatorname {cs} ^{2}(u)+m_{1}=\operatorname {ds} ^{2}(u)=\operatorname {ns} ^{2}(u)-m} де {\displaystyle m+m_{1}=1} і {\displaystyle m=k^{2}}.
Додаткові рівності для квадратів можна отримати якщо зауважити, що {\displaystyle \operatorname {pq} ^{2}\cdot \operatorname {qp} ^{2}=1}, а також {\displaystyle \operatorname {pq} =\operatorname {pr} /\operatorname {qr} } де p, q, r — будь-які літери s, c, d, n і ss = cc = dd = nn = 1.

## Ном
Нехай ном дорівнює {\displaystyle q=\exp(-\pi K'/K)} і нехай аргумент — {\displaystyle v=\pi u/(2K)}.
Тоді функції можна представити у вигляді сум Ламберта:
{\displaystyle \operatorname {sn} (u)={\frac {2\pi }{K{\sqrt {m}}}}\sum _{n=0}^{\infty }{\frac {q^{n+1/2}}{1-q^{2n+1}}}\sin((2n+1)v),}
{\displaystyle \operatorname {cn} (u)={\frac {2\pi }{K{\sqrt {m}}}}\sum _{n=0}^{\infty }{\frac {q^{n+1/2}}{1+q^{2n+1}}}\cos((2n+1)v),}
{\displaystyle \operatorname {dn} (u)={\frac {\pi }{2K}}+{\frac {2\pi }{K}}\sum _{n=1}^{\infty }{\frac {q^{n}}{1+q^{2n}}}\cos(2nv).}

## Розв'язки нелінійних звичайних диференціальних рівнянь
Похідні трьох основних еліптичних функцій Якобі записуються у вигляді:
{\displaystyle {\frac {\mathrm {d} }{\mathrm {d} z}}\,\mathrm {sn} \,(z;k)=\mathrm {cn} \,(z;k)\,\mathrm {dn} \,(z;k),}
{\displaystyle {\frac {\mathrm {d} }{\mathrm {d} z}}\,\mathrm {cn} \,(z;k)=-\mathrm {sn} \,(z;k)\,\mathrm {dn} \,(z;k),}
{\displaystyle {\frac {\mathrm {d} }{\mathrm {d} z}}\,\mathrm {dn} \,(z;k)=-k^{2}\mathrm {sn} \,(z;k)\,\mathrm {cn} \,(z;k).}
Використовуючи теорему, формулювання якої наведена вище отримаємо для заданого k (0 < k < 1) рівняння розв'язками яких є еліптичні функції Якобі:
- {\displaystyle \mathrm {sn} \,(x;k)} є розв'язком рівнянь

{\displaystyle {\frac {\mathrm {d} ^{2}y}{\mathrm {d} x^{2}}}+(1+k^{2})y-2k^{2}y^{3}=0,}
і
{\displaystyle \left({\frac {\mathrm {d} y}{\mathrm {d} x}}\right)^{2}=(1-y^{2})(1-k^{2}y^{2})}
- {\displaystyle \mathrm {cn} \,(x;k)} є розв'язком рівнянь

{\displaystyle {\frac {\mathrm {d} ^{2}y}{\mathrm {d} x^{2}}}+(1-2k^{2})y+2k^{2}y^{3}=0,}
і
{\displaystyle \left({\frac {\mathrm {d} y}{\mathrm {d} x}}\right)^{2}=(1-y^{2})(1-k^{2}+k^{2}y^{2})}
- {\displaystyle \mathrm {dn} \,(x;k)} є розв'язком рівняння

{\displaystyle {\frac {\mathrm {d} ^{2}y}{\mathrm {d} x^{2}}}-(2-k^{2})y+2y^{3}=0,}
і
{\displaystyle \left({\frac {\mathrm {d} y}{\mathrm {d} x}}\right)^{2}=(y^{2}-1)(1-k^{2}-y^{2})}